# Dalano Banton
Pour les articles homonymes, voir Banton (homonymie).
Dalano Banton, né le 7 novembre 1999 à Toronto au Canada, est un joueur canadien de basket-ball évoluant aux postes de meneur et arrière. Il mesure 2,01 m.

## Biographie

### Université
Le 31 mai 2021, Dalano Banton se présente officiellement pour la draft 2021 .

### NBA
Il est sélectionné en 46e position par les Raptors de Toronto. Le meneur canadien y signe un contrat de plusieurs saisons le 14 août 2021.
Début juillet 2023, il s'engage pour deux saisons aux Celtics de Boston.
En février 2024, il est transféré aux Trail Blazers de Portland.

## Statistiques

### Universitaires
Les statistiques de Dalano Banton en matchs universitaires sont les suivantes :
| Saison    | Équipe           | Matchs   | Titul.   | Min./m   | % Tir    | % 3pts   | % LF     | Rbds/m.  | Pass/m.  | Int/m.   | Ctr/m.   | Pts/m.   |
| --------- | ---------------- | -------- | -------- | -------- | -------- | -------- | -------- | -------- | -------- | -------- | -------- | -------- |
| 2018-2019 | Western Kentucky | 31       | 12       | 15,1     | 40,2     | 21,6     | 55,9     | 3,00     | 2,10     | 0,50     | 0,50     | 3,40     |
| 2019-2020 | Nebraska         | Redshirt | Redshirt | Redshirt | Redshirt | Redshirt | Redshirt | Redshirt | Redshirt | Redshirt | Redshirt | Redshirt |
| 2020-2021 | Nebraska         | 27       | 22       | 27,3     | 41,1     | 24,7     | 65,9     | 5,90     | 3,90     | 1,00     | 0,90     | 9,60     |
| Carrière  | Carrière         | 58       | 34       | 20,8     | 40,8     | 23,7     | 63,1     | 4,30     | 2,90     | 0,70     | 0,70     | 6,30     |

### Professionnelles

#### Saison régulière
| Saison    | Équipe   | Matchs | Titul. | Min./m | % Tir | % 3pts | % LF | Rbds/m. | Pass/m. | Int/m. | Ctr/m. | Pts/m. |
| --------- | -------- | ------ | ------ | ------ | ----- | ------ | ---- | ------- | ------- | ------ | ------ | ------ |
| 2021-2022 | Toronto  | 64     | 1      | 10,9   | 41,1  | 25,5   | 59,1 | 1,90    | 1,50    | 0,40   | 0,20   | 3,20   |
| Carrière  | Carrière | 64     | 1      | 10,9   | 41,1  | 25,5   | 59,1 | 1,90    | 1,50    | 0,40   | 0,20   | 3,20   |

#### Playoffs
| Saison   | Équipe   | Matchs | Titul. | Min./m | % Tir | % 3pts | % LF | Rbds/m. | Pass/m. | Int/m. | Ctr/m. | Pts/m. |
| -------- | -------- | ------ | ------ | ------ | ----- | ------ | ---- | ------- | ------- | ------ | ------ | ------ |
| 2022     | Toronto  | 4      | 0      | 2,0    | 100,0 | –      | 50,0 | 0,50    | 0,30    | 0,30   | 0,00   | 1,80   |
| Carrière | Carrière | 4      | 0      | 2,0    | 100,0 | –      | 50,0 | 0,50    | 0,30    | 0,30   | 0,00   | 1,80   |

## Records sur une rencontre en NBA
Les records personnels de Dalano Banton en NBA sont les suivants, :
| Type de statistique        | Saison régulière | Saison régulière          | Saison régulière |
| Type de statistique        | Record           | Adversaire                | Date             |
| -------------------------- | ---------------- | ------------------------- | ---------------- |
| Points                     | 31               | @ Hawks d'Atlanta         | 27 mars 2024     |
| Paniers marqués            | 13               | @ Hawks d'Atlanta         | 27 mars 2024     |
| Paniers tentés             | 26               | Rockets de Houston        | 12 avril 2024    |
| Paniers à 3 points réussis | 5                | 2 fois                    | 2 fois           |
| Paniers à 3 points tentés  | 11               | @ Hawks d'Atlanta         | 27 mars 2024     |
| Lancers francs réussis     | 7                | Timberwolves de Minnesota | 13 février 2024  |
| Lancers francs tentés      | 10               | Timberwolves de Minnesota | 13 février 2024  |
| Rebonds offensifs          | 3                | 3 fois                    | 3 fois           |
| Rebonds défensifs          | 10               | Rockets de Houston        | 12 avril 2024    |
| Rebonds totaux             | 10               | Rockets de Houston        | 12 avril 2024    |
| Passes décisives           | 9                | @ Hawks d'Atlanta         | 27 mars 2024     |
| Interceptions              |                  | Knicks de New York        | 27 mars 2024     |
| Contres                    | 3                | Hornets de Charlotte      | 25 janvier 2022  |
| Balles perdues             | 3                | 6 fois                    | 6 fois           |
| Minutes jouées             | 25               | @ Pistons de Détroit      | 14 novembre 2022 |

- Double-double : 1
- Triple-double : 0

Dernière mise à jour : 12 avril 2024